# Juan Carlos Mamelli
Juan Carlos Mamelli Saquilán (Catamarca, 5 marzo 1946) è un ex calciatore argentino, di ruolo attaccante.

## Palmarès

### Club

#### Competizioni internazionali
- Coppa Libertadores: 1

Nacional: 1971
- Coppa Intercontinentale: 1

Nacional: 1971
- Coppa Interamericana: 1

Nacional: 1971

#### Competizioni nazionali
- Segunda División: 1

Betis: 1973-1974